# BLUE LOVE
｢BLUE LOVE｣（ブルー・ラブ）は、2010年5月24日に発売されたCNBLUEの韓国の2ndミニアルバム。

## 曲目リスト
1. LOVE
作詞:한성호  作曲:SEIKOZI　編曲:SEIKOZI
2. Sweet Holiday
作詞:한성호,강민혁　作曲:감재양　編曲:감재양
3. Black Flower
作詞:한성호　作曲:한승훈,전근화　編曲:한승훈,고진영
4. Tattoo
作詞:정용화　作曲:정용화,한승훈　編曲:한승훈,정용화
5. 사랑 빛(Love Light)
作詞:정용화　作曲:정용화　編曲:감재양,정용화
6. Let's Go Crazy
作詞:Shusui,Family Business　作曲:Shusui,Family Business　編曲:Yoshihiko Chino